# Heliophanus montanus
Heliophanus montanus este o specie de păianjeni din genul Heliophanus, familia Salticidae, descrisă de Wesolowska în anul 2006. Conform Catalogue of Life specia Heliophanus montanus nu are subspecii cunoscute.